# Sudiste (Palamuse)
Sudiste – wieś w Estonii, w prowincji Jõgeva, w gminie Palamuse.